# إدي بيريز (لاعب كرة قاعدة)
إدي بيريز (بالإسبانية: Eddie Pérez) هو مدرب كرة القاعدة ‏ فنزويلي، ولد في 4 مايو 1968 في زوليا في فنزويلا.

## وصلات خارجية
- إدي بيريز على موقع دوري كرة القاعدة الرئيسي (الإنجليزية)
- إدي بيريز على موقعبيزبول رفرنس.كوم (الدوري الرئيسي) (الإنجليزية)
- إدي بيريز على موقعبيزبول رفرنس.كوم (الدوري الثانوي) (الإنجليزية)
- إدي بيريز على موقع إي إس بي إن.كوم (أم.أل.بي) (الإنجليزية)
- إدي بيريز على موقع مشجعي الرسوم البيانية (الإنجليزية)